# ویکرز

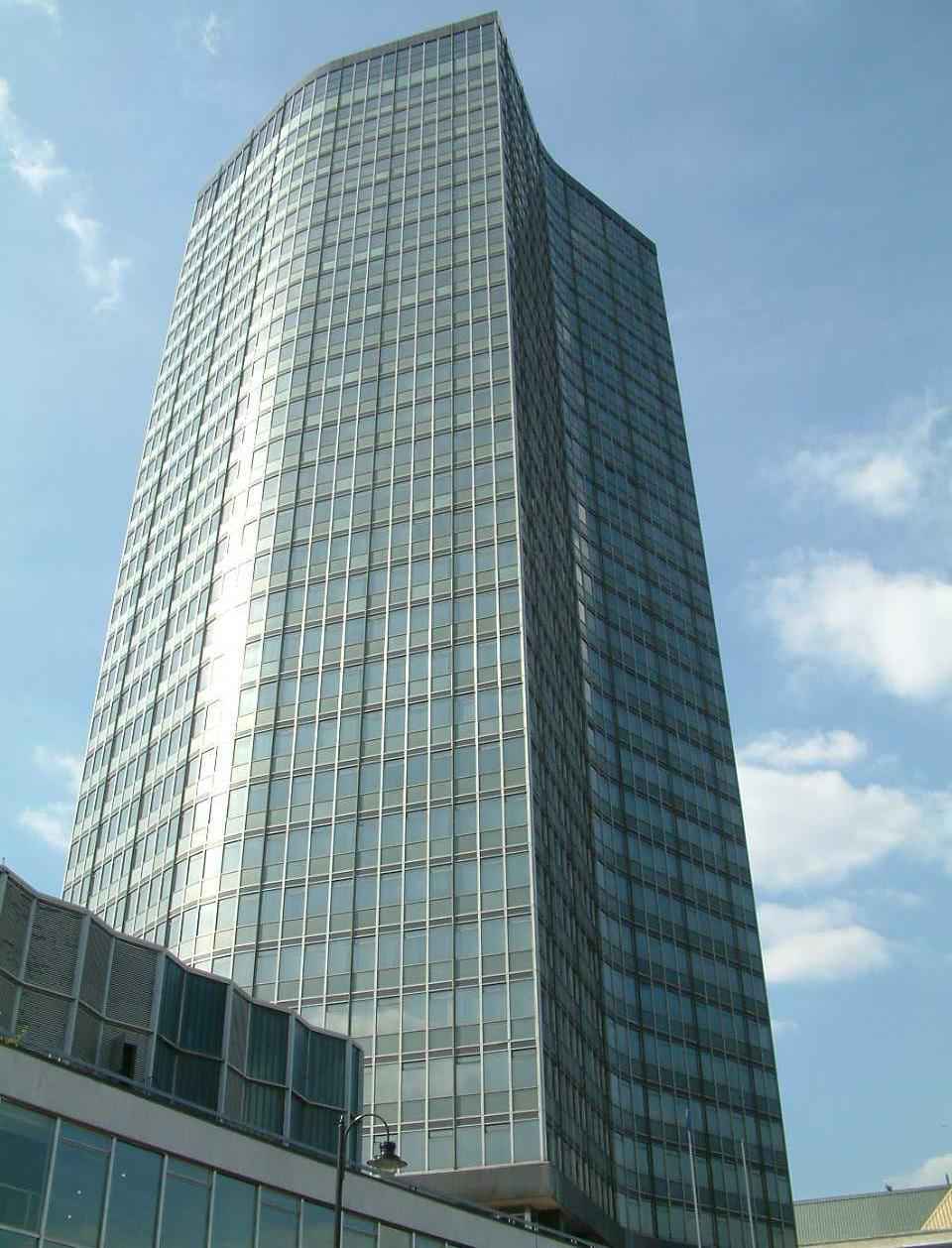
برج میل‌بنک در لندن، متعلق به ویکرز

ویکرز (به انگلیسی: Vickers) شرکت صنایع جنگ‌افزاری و مهندسی مکانیک بریتانیایی بود، که در سال ۱۸۲۸ توسط ادوارد ویکرز راه‌اندازی شد. 
این شرکت در حوزه‌هایی چون هوافضا، کشتی‌سازی، فولاد و تولید جنگ‌افزار فعالیت می‌نمود. شرکت ویکرز در سال ۱۹۹۹ توسط گروه رولز-رویس پی‌ال‌سی خریداری شد.

## نگارخانه

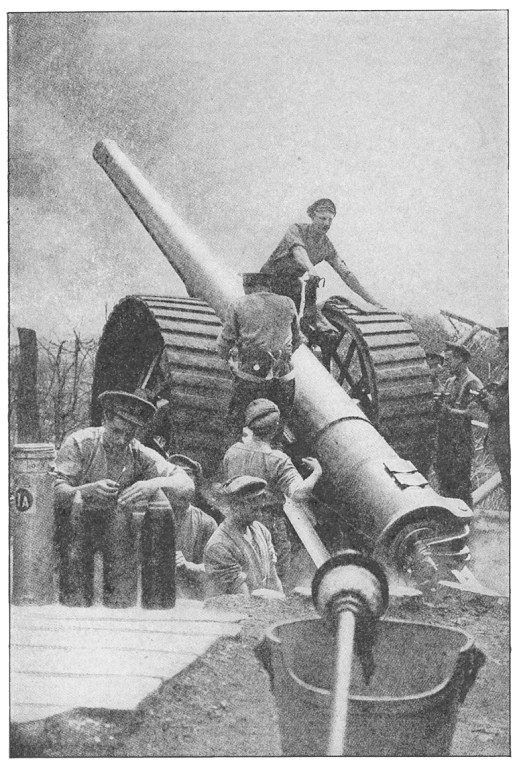
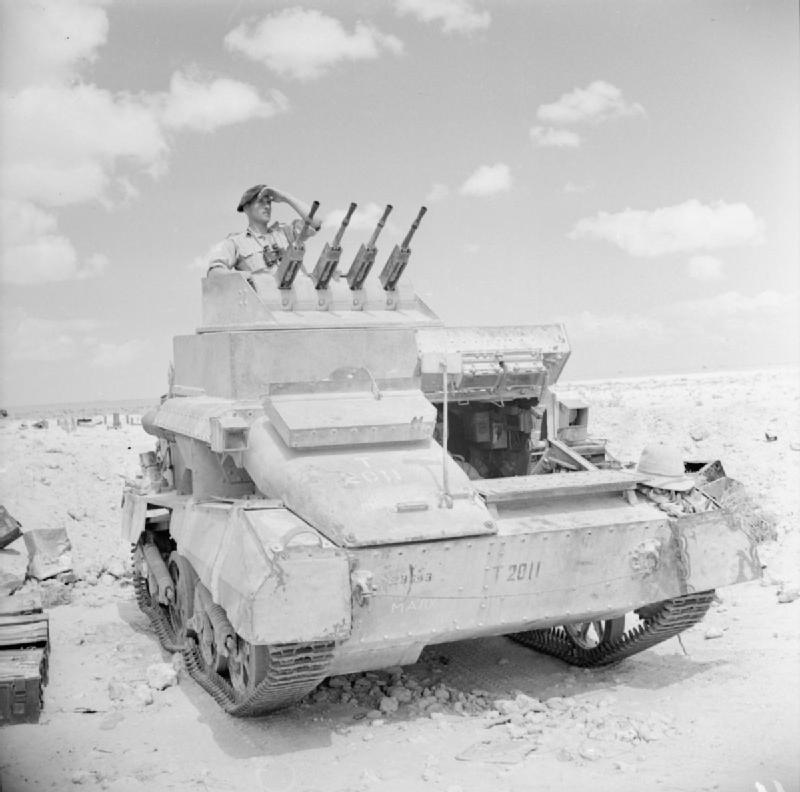
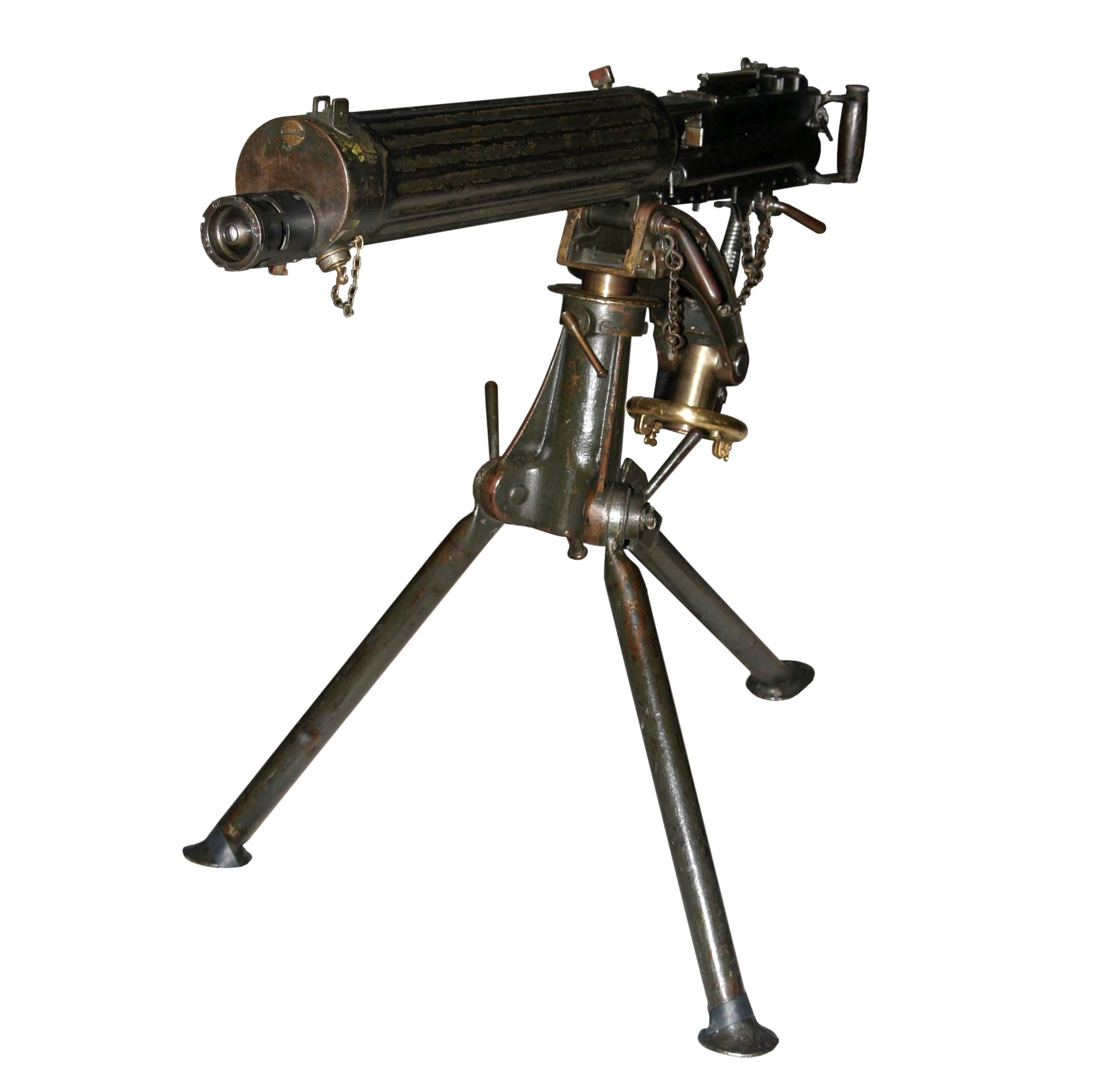
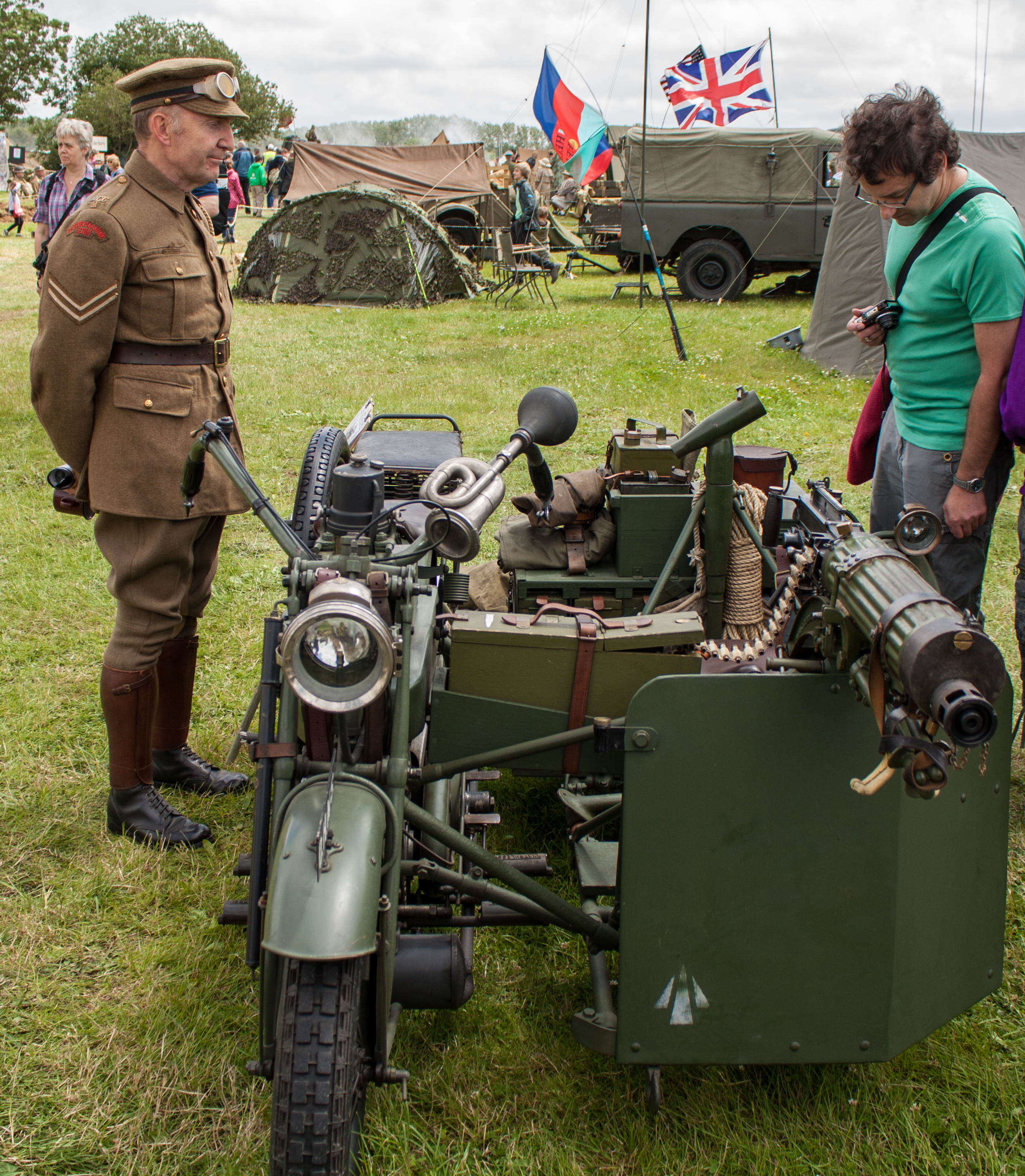
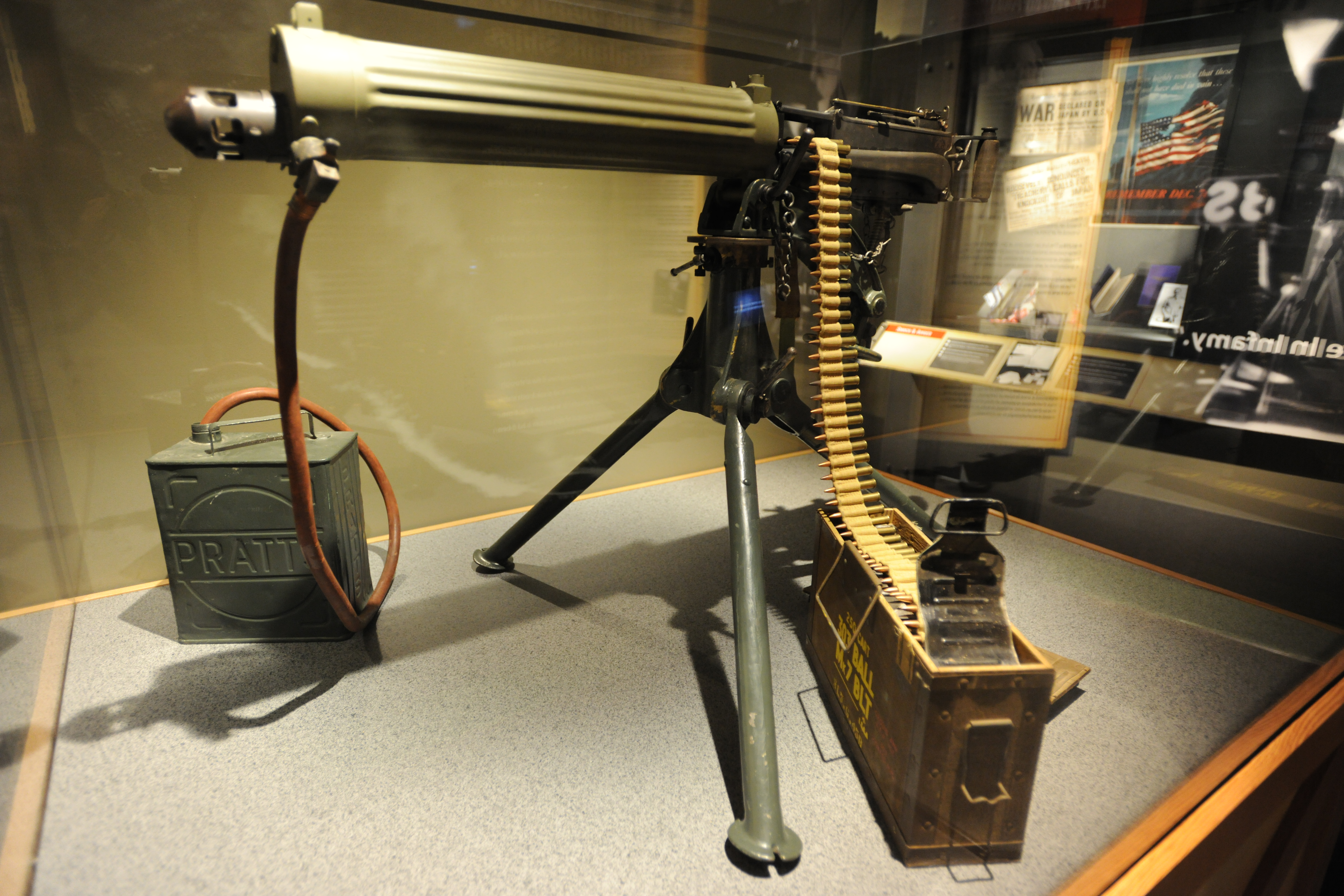
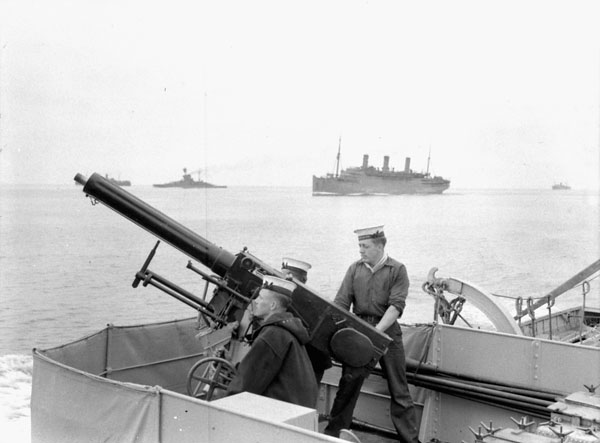
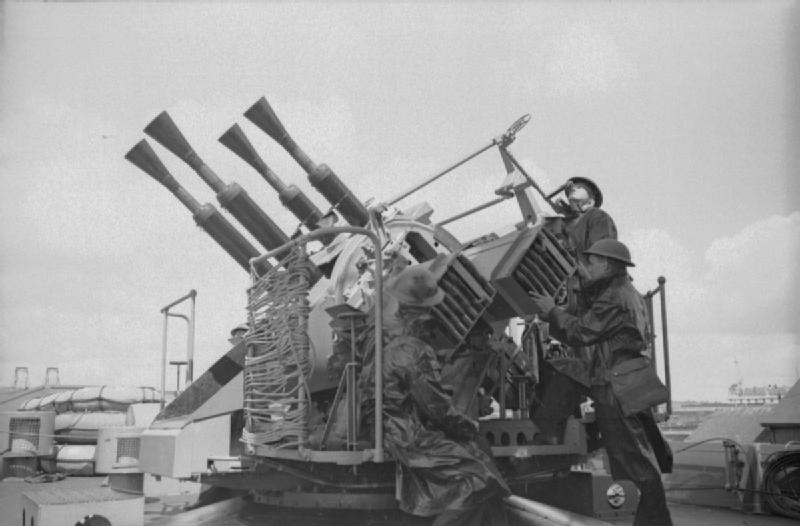
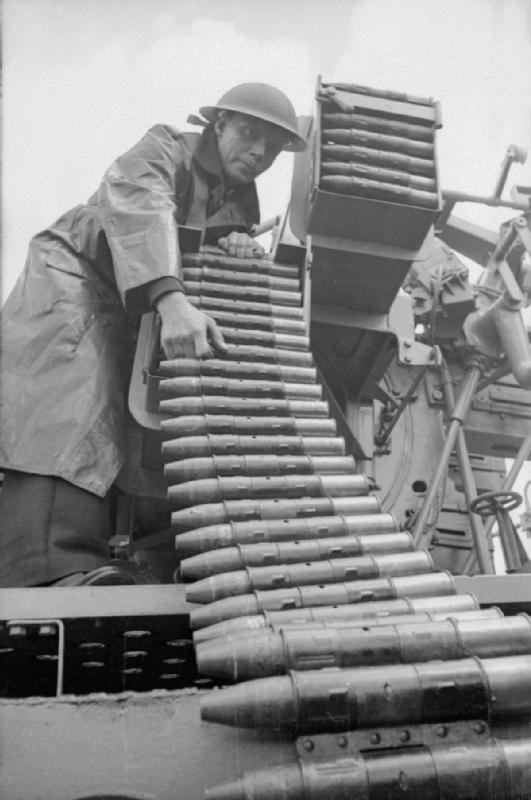
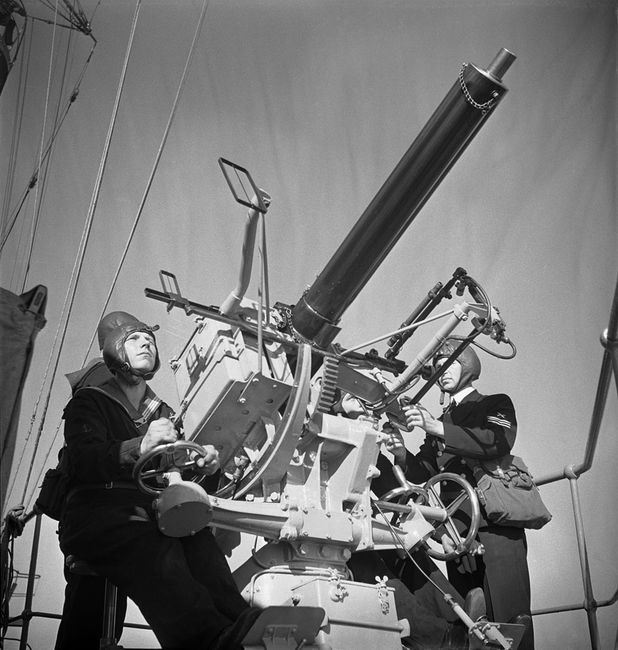
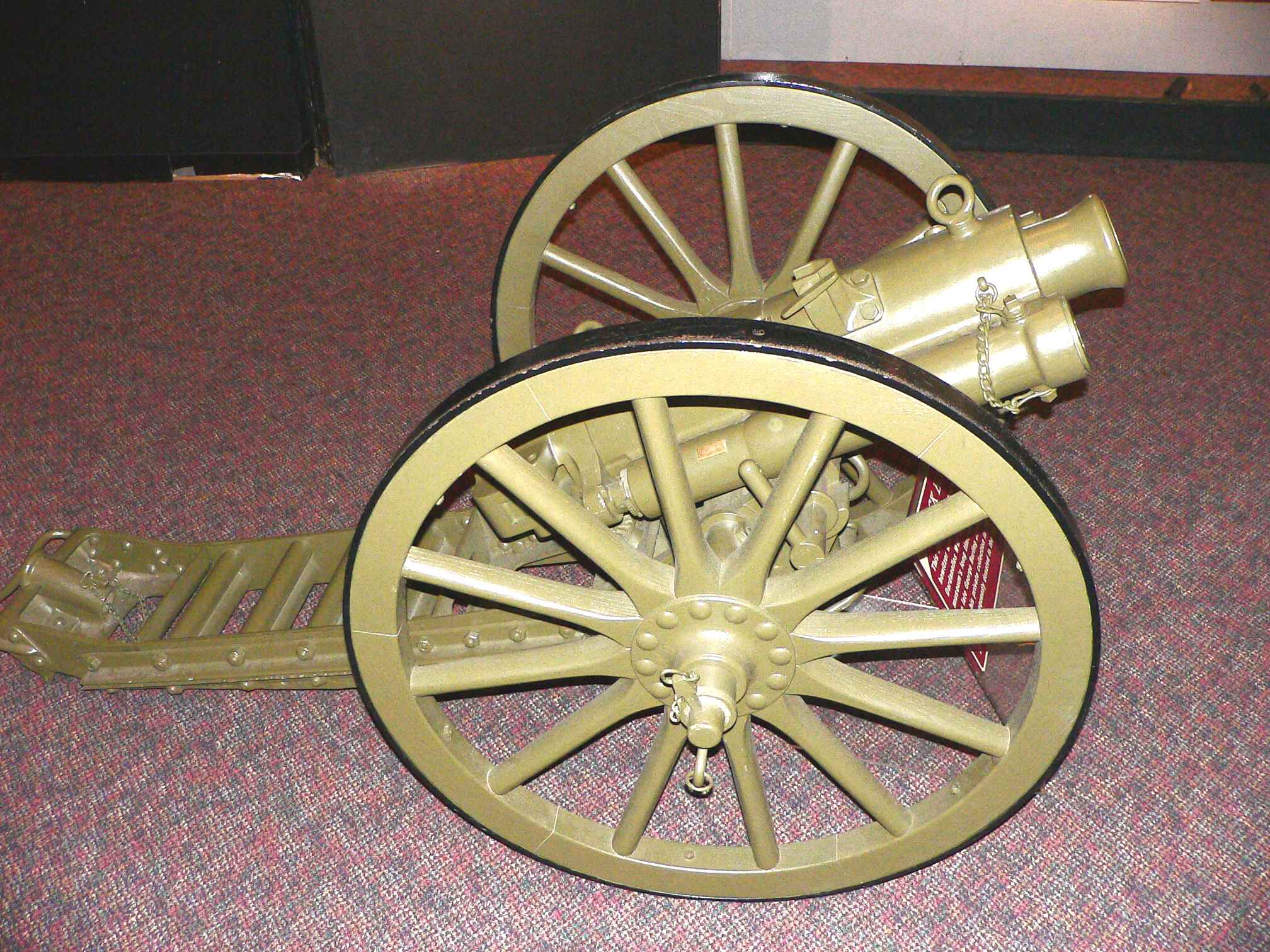
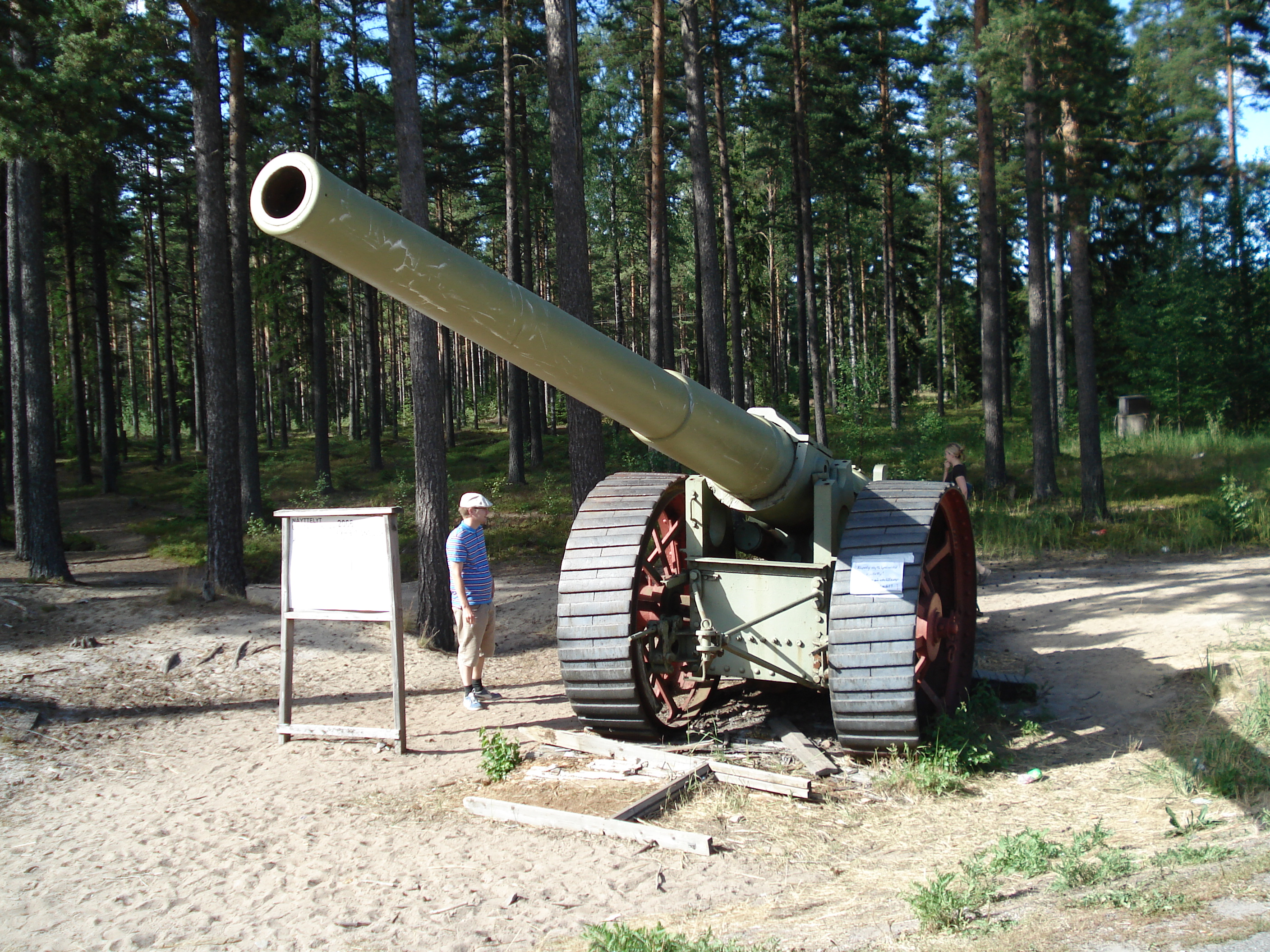
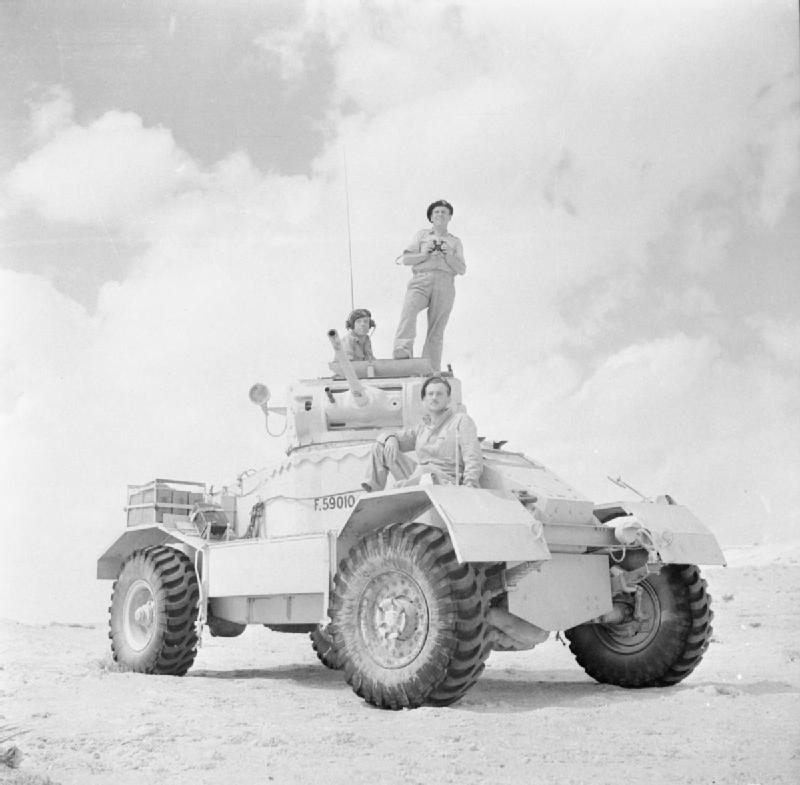
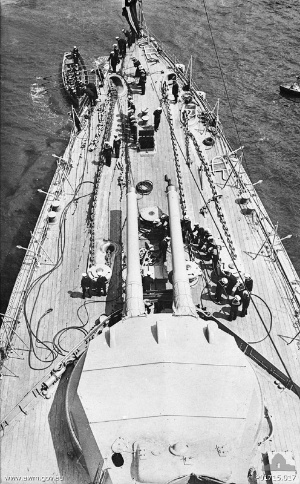
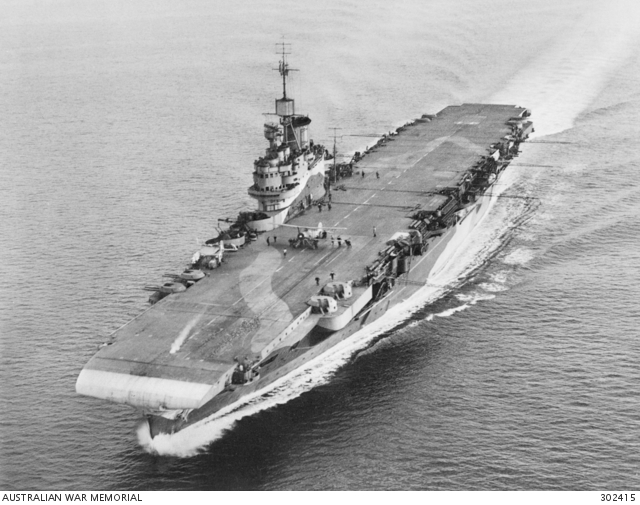
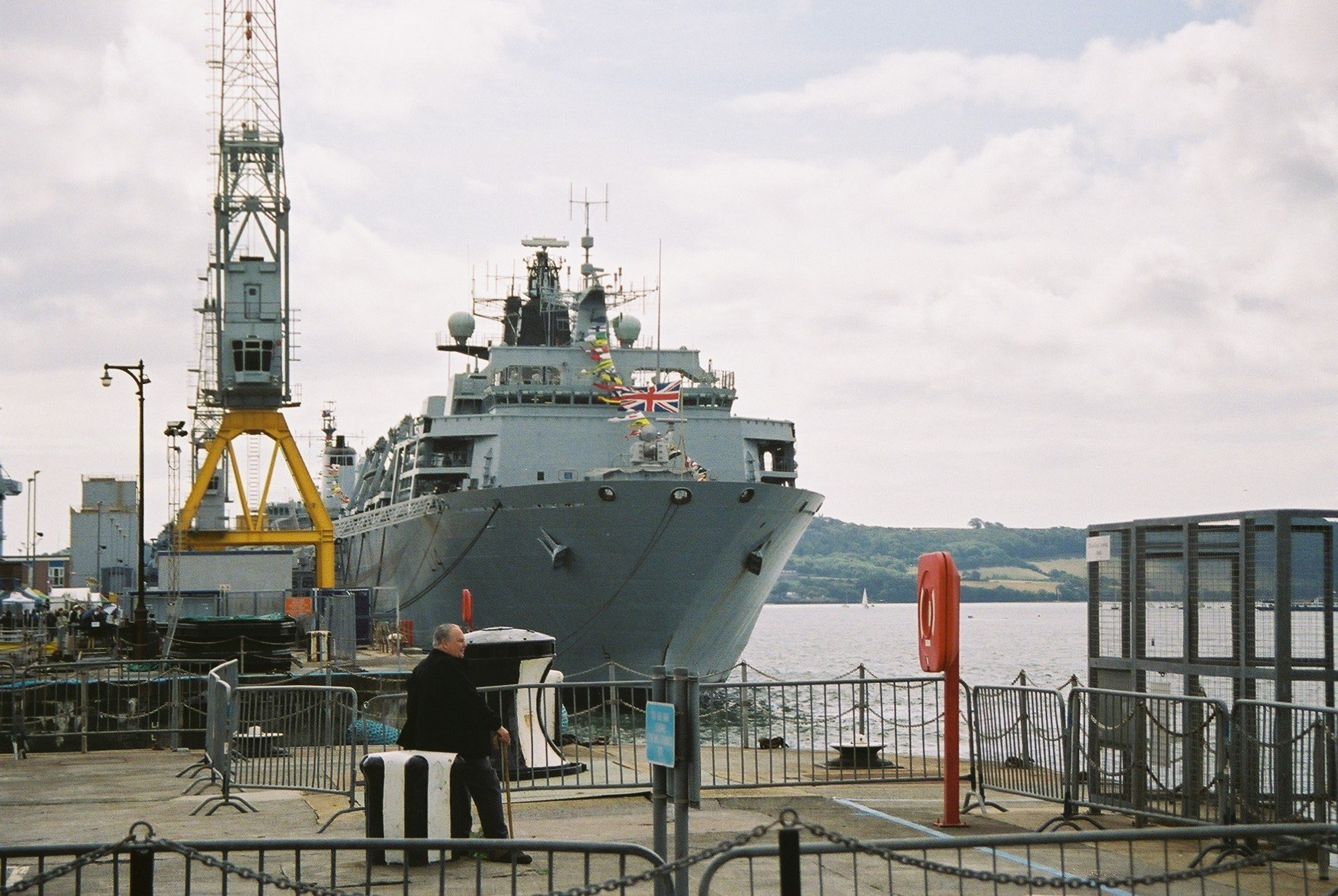
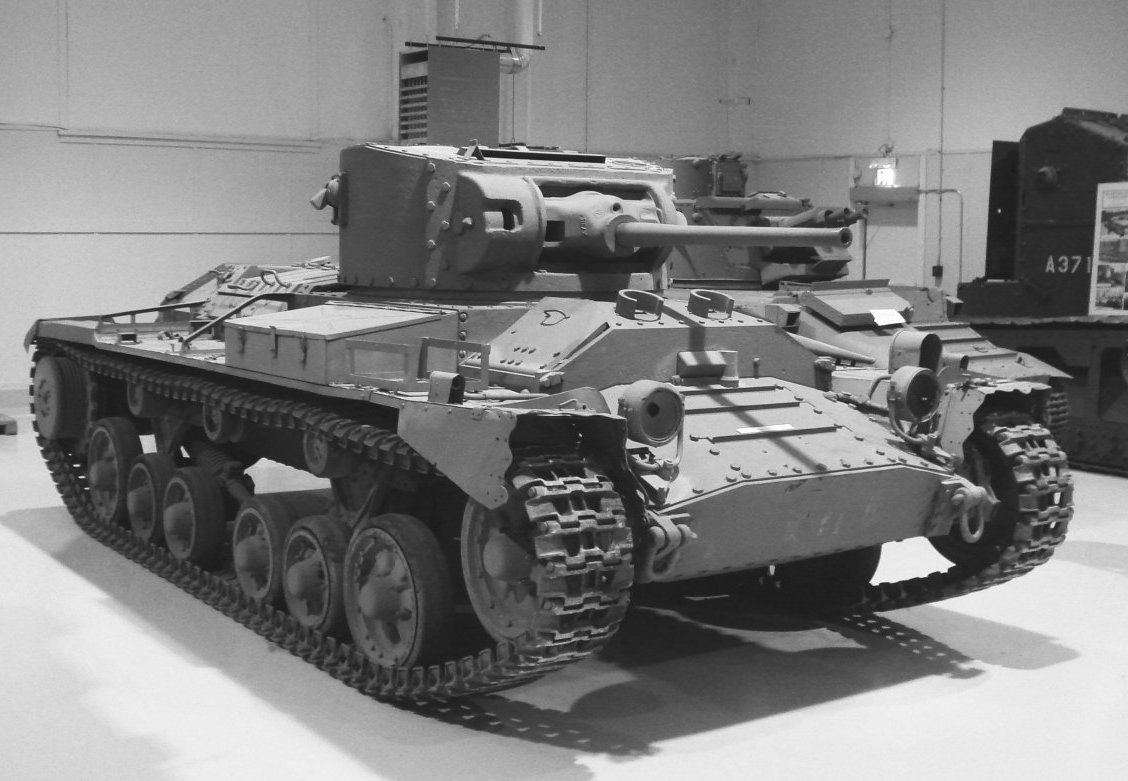
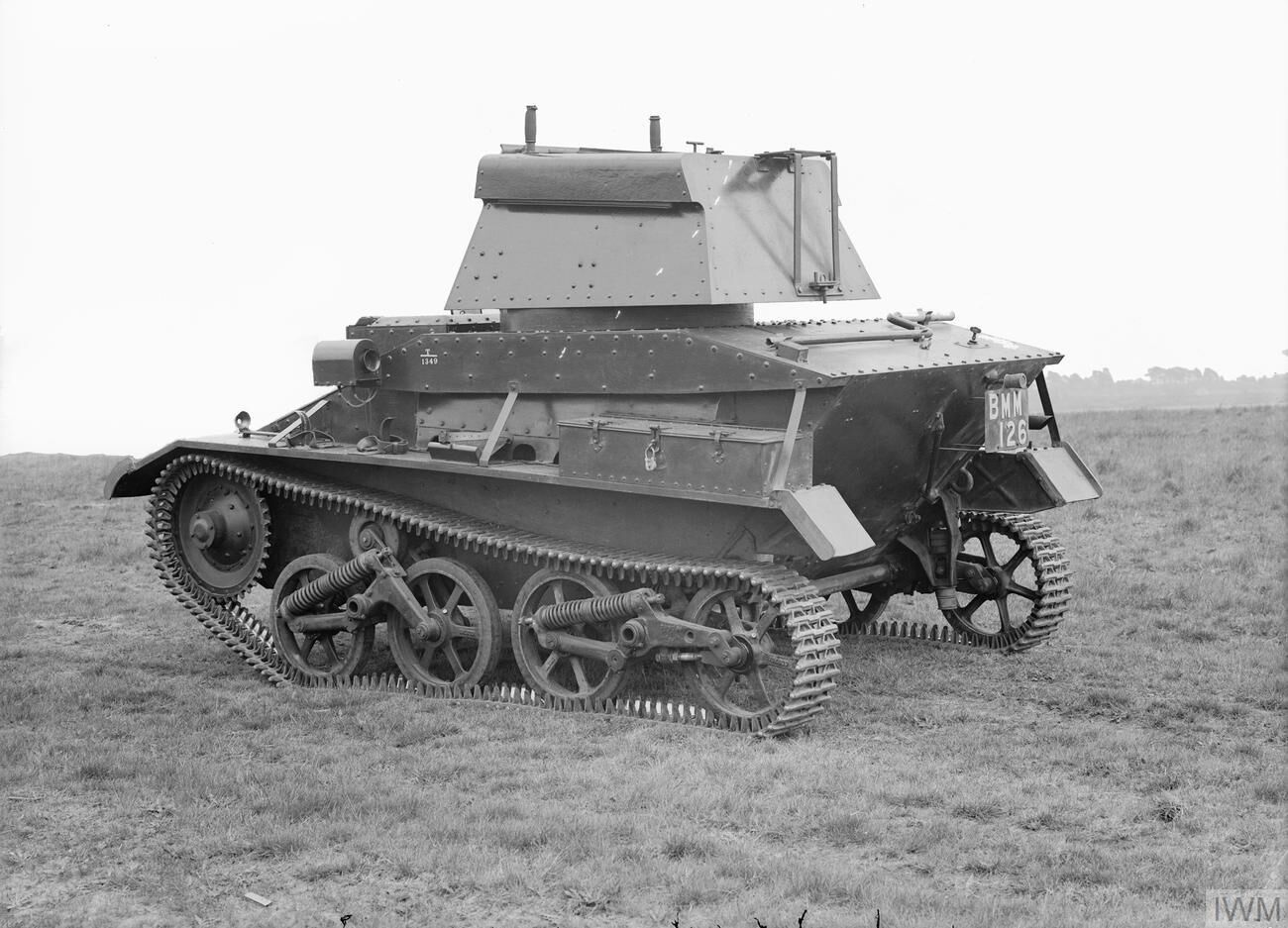
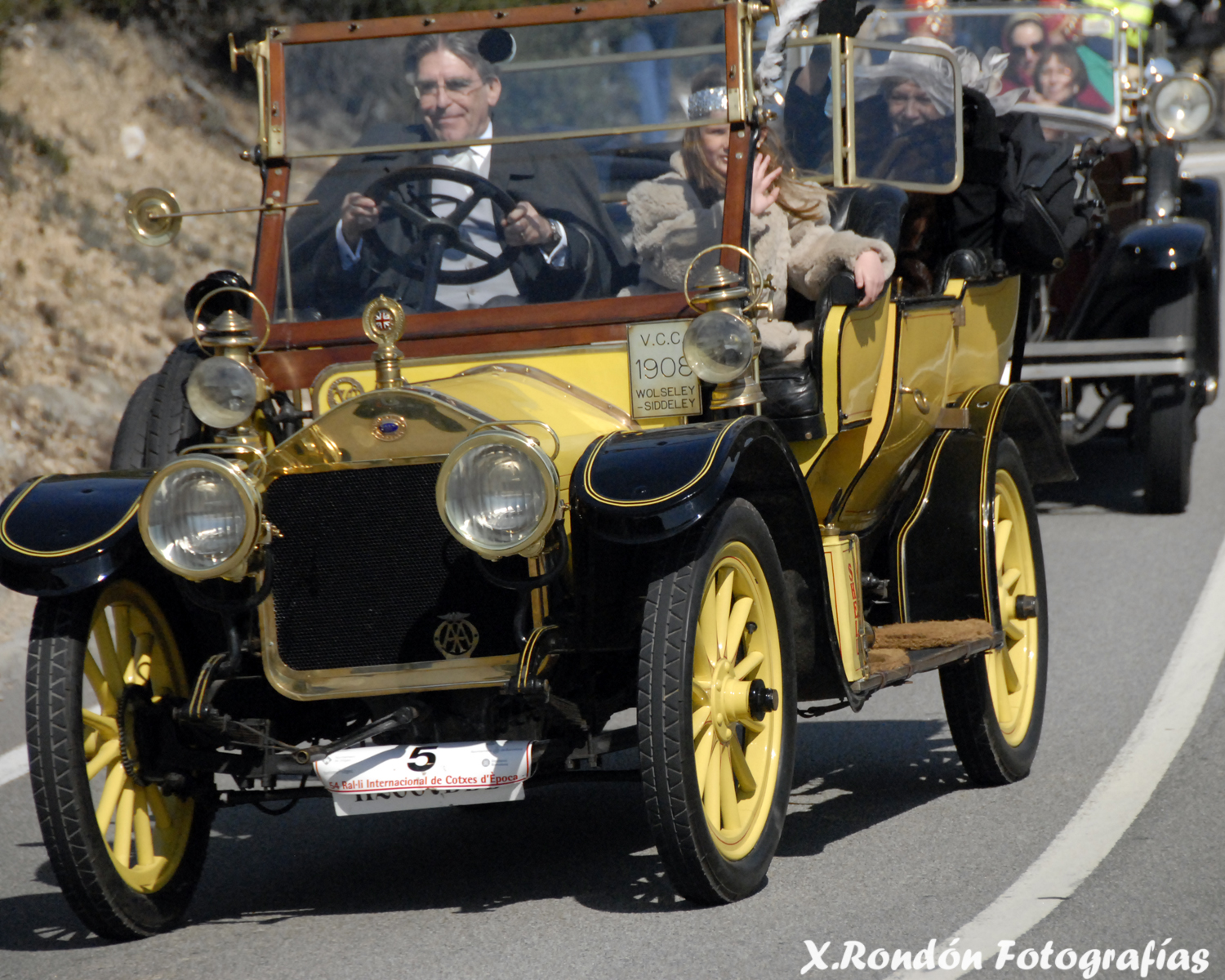
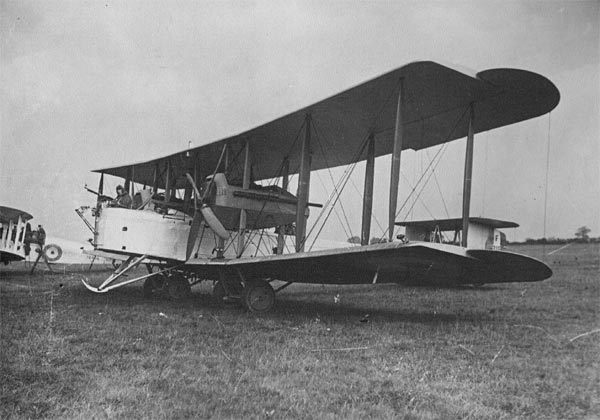
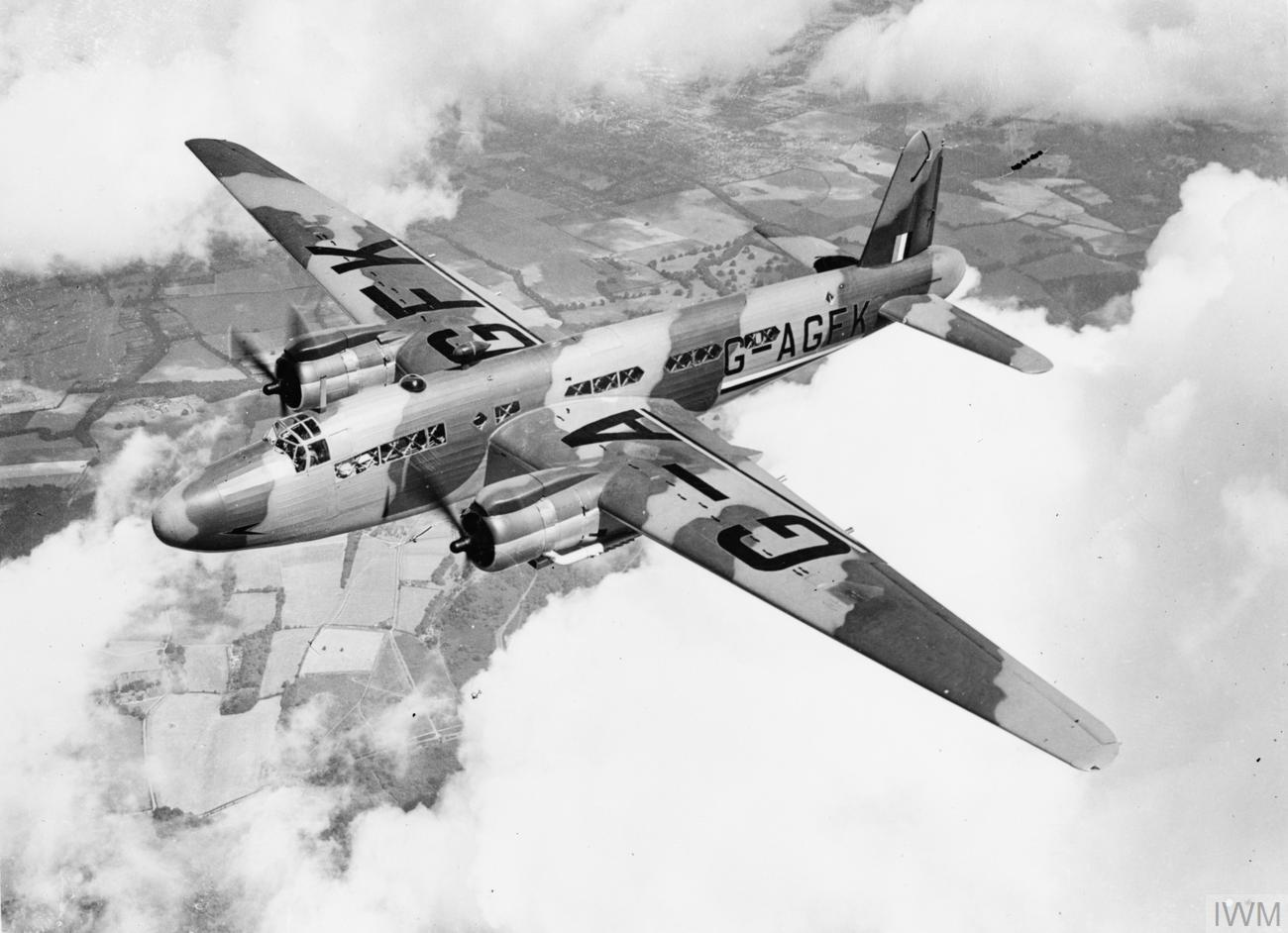
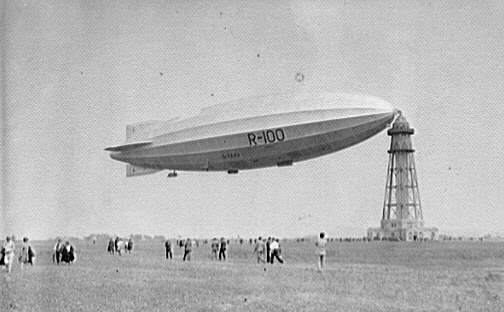
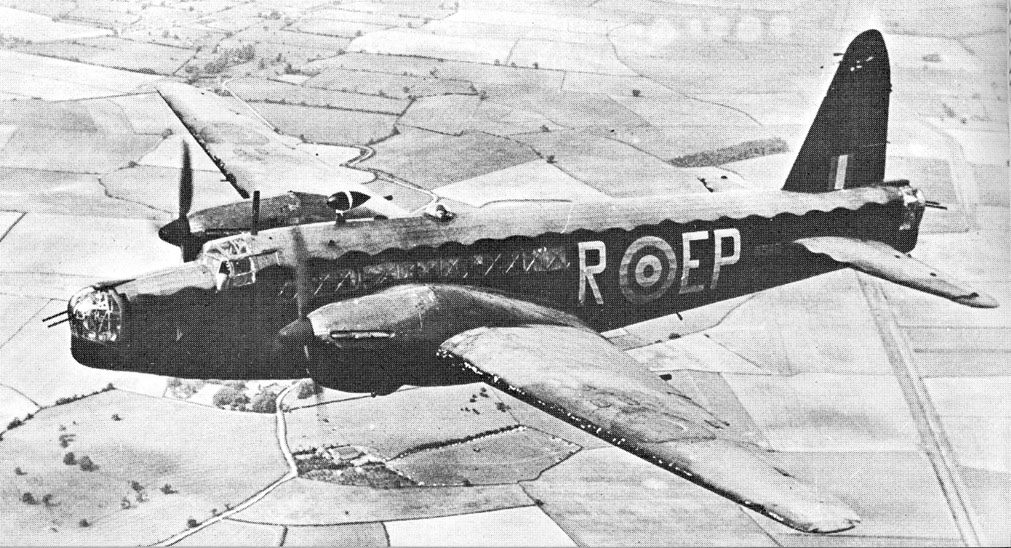
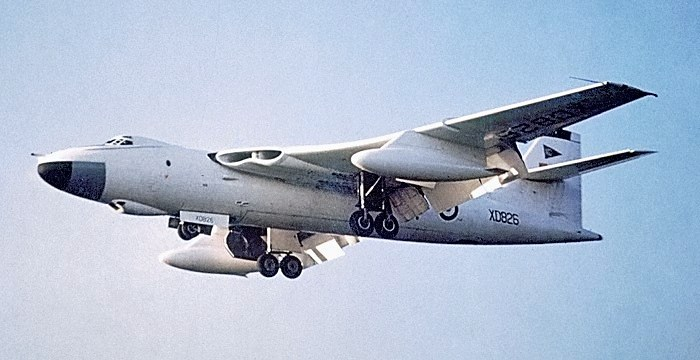
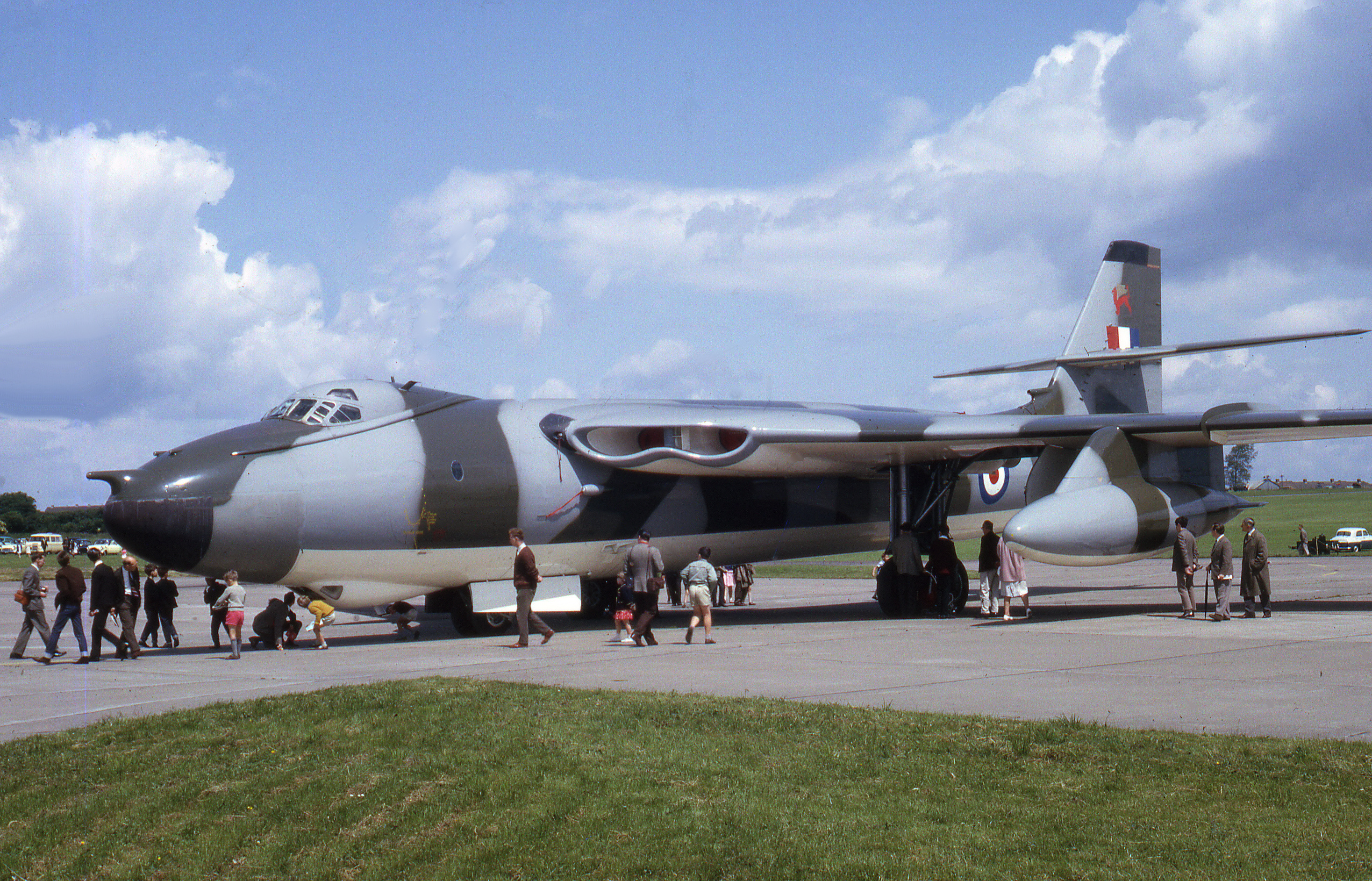
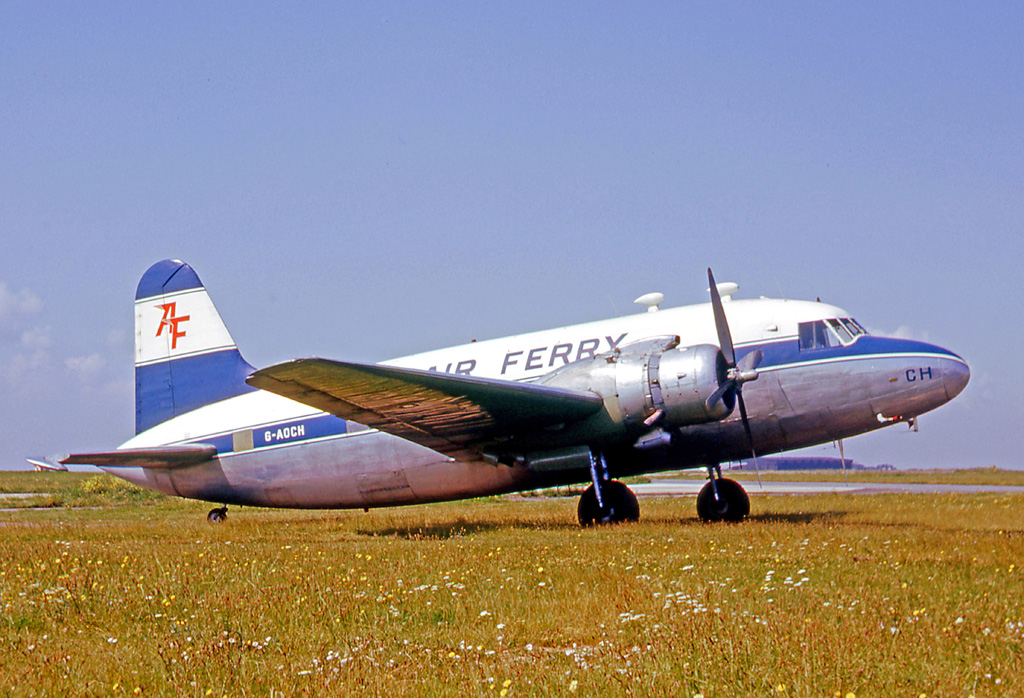
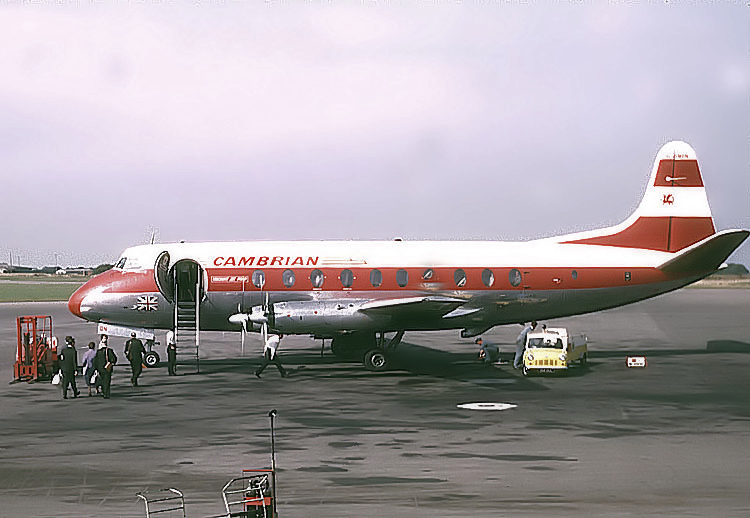
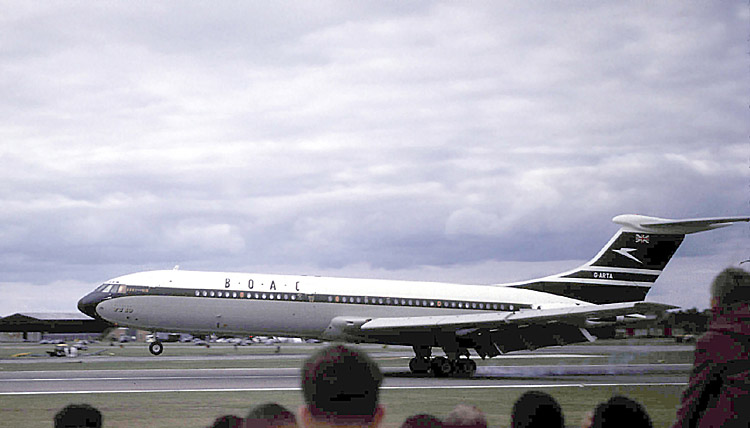
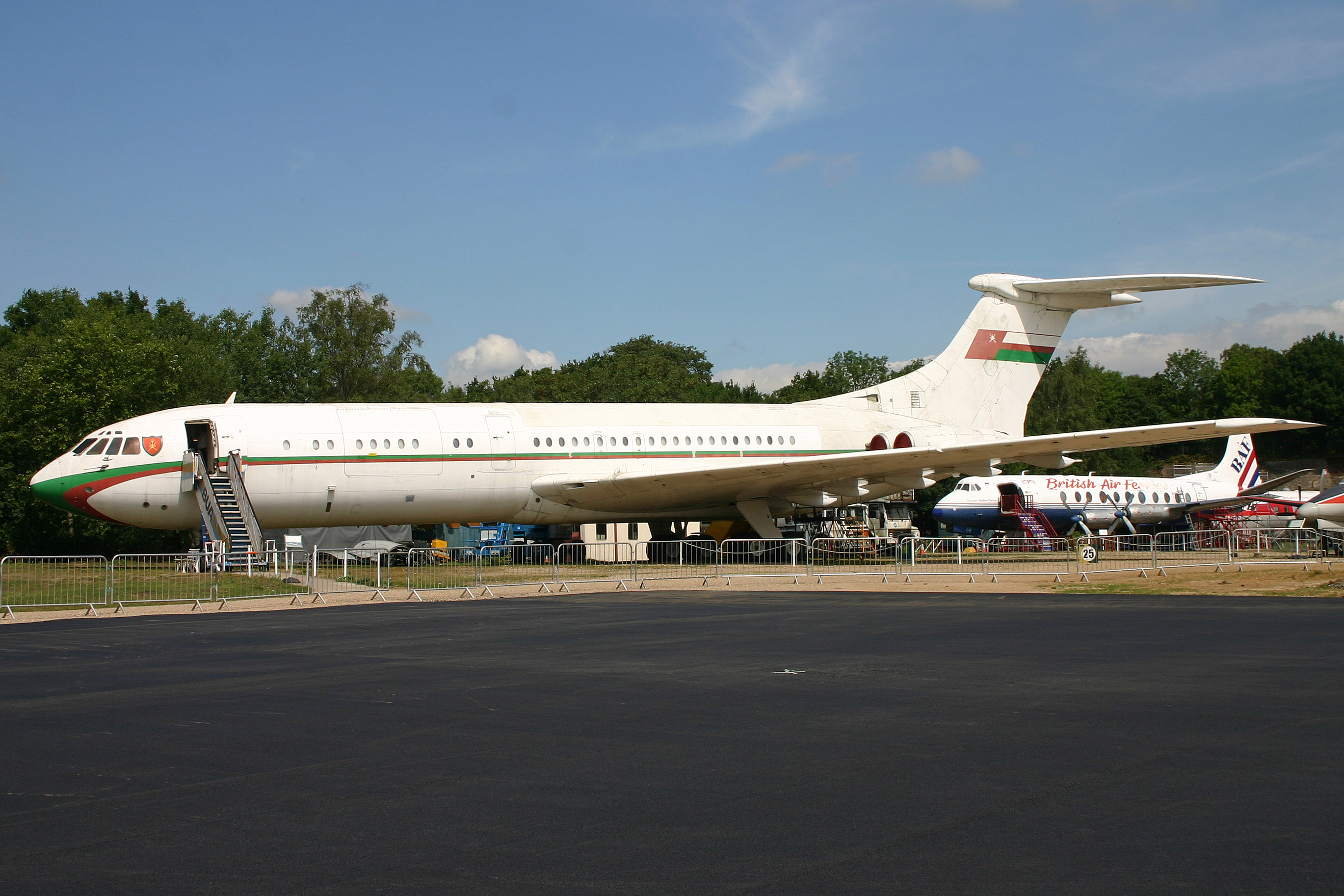